# (6331) 1992 FZ1
A (6331) 1992 FZ1 a Naprendszer kisbolygóövében található aszteroida. Ueda Szeidzsi és Kaneda Hirosi fedezte fel 1992. március 28-án.